# Yakitori
Ordet yakitori betyder ”grillet” (yaki) ”fugl” (tori), men referer typisk særligt til kylling. Lignende sticks med andre ingredienser som okse, fisk, svin og skaldyr m.fl. klassificeres som kushiyaki (grillede sticks). Uden for Japan og endda også i særlige områder i Japan går disse sticks under navnet yakitori.
Yakitori er små stykker fjerkræ, fisk og grøntsager på bambusspyd, der grilles over en særlig type af kul, og derefter dyppes i en stærk sauce.
Når der bestilles yakitori i Japan, kan der vælges mellem shioyaki og tareyaki. Førstnævnte er grillet med salt og ofte serveret med citron. "Tare" betyder sauce, og tareyaki dyppes i en slags teriyaki sauce, hvorefter den grilles. Saucen kan også serveres apart, som tilbehør.
Ligesom sushi, er yakitori en nationalspise i Japan.